# 전인평
전인평(全仁平, 1944년 음력 12월 22일 ~ )은 대한민국의 국악인. 중앙대학교 국악대학 교수를 지냈다. 본관은 옥천이며, 충청북도 영동군 출생이다.

## 생애
충청북도 영동군 학산면의 학산초등학교를 졸업하고 학산중학교를 다니다가 2학년에 대전 한밭중학교로 전학하였고, 이후 대전사범학교를 졸업하였다. 사범학교 졸업 후 2년간 충남 서산에서 초등학교 교사를 지내다가 서울대학교 음악대학 국악과에 진학하였다. 이후 한국정신문화원 한국학대학원에서 박사학위를 받았다.
대학 졸업 후 상명여자사범대학 부속고등학교에서 음악 교사를 지냈고, 1983년부터 2010년까지 중앙대학교 국악대학 교수로 봉직하였다. 문화재청 문화재 전문위원, 국립극장 자문위원, UNESCO world cultural heritage(세계문화유산) 심사위원을 역임하였다.
영문학술지 Asian Musicology를 발행하였으며, 한국에서 가장 오래된 작곡 단체 신악회 회장을 역임하였다.
인도 음악 연구에 심취하여 인도 델리의 간다르바 마하 비디알라야(Ghandharva Maha Vidhialaya)에서 인도 음악을 연구한 후, 아시아 음악으로 연구를 확장하였다.
거문고 음악을 많이 작곡하였고, 한국음악사, 동북아시아 음악사 등 20 여권을 저술하였다.

## 저서
『겨레음악』(재순악보출판사, 1984)
『국악작곡입문』(현대음악출판사, 1988)
『동양음악』(삼호음악출판사, 1989 공저)
『국악감상』(중앙대학교출판부, 1993)
『새로운 한국음악사』(현대음악출판사, 2000)
『실크로드 음악과 한국음악』(아시아음악학회, 2000)
『아시아음악연구』(중앙대학교출판부, 2001)
『아시아음악 아시아문화』(아시아음악학회, 2001, 공저)
『작곡가 10인의 고백』(아시아음악학회, 2002 공저)
『쉽고 재미있는 가야고 교본』(삼호출판사, 2002)
『실크로드, 길 위의 노래』(소나무, 2003)
『인도음악의 멋과 신비』(아시아음악학회, 2003)
『한국음악의 멋』(아시아음악학회, 2004)
『한국음악 장단의 역사와 논리』(중앙대학교출판부, 2005)
『아시아음악의 이해』(중앙대학교출판부, 2005)
『우리가 정말 알아야 할 우리 음악』(현암사, 2007)
『아시아음악의 아름다움』(아시아음악학회, 2008 공저)
『아시아음악의 어제와 오늘』(아시아음악학회, 2008 공저)
『한국음악의 멋 열 가지』(현대음악, 2010)
『동북아시아 음악사』(아시아음악학회, 2012)
『국악작곡 길잡이』(현대음악, 2013)
『아시아음악 오디세이』(아시아음악학회, 2013)
『국악관현악법』(아시아음악학회, 2013)
『한국창작음악사』(아시아문화, 2017)
『인도 그리고 인도음악』(아시아문화, 2018)
『한국음악 장단의 역사』(아시아음악학회, 2018)
『한국음악 선구자들의 삶과 음악』(아시아문화, 2019)
『한국음악의 미학』(아시아문화, 2019)
『한국음악계의 뜨거운 감자』(아시아문화, 2020)
『한국음악 작곡가들의 작곡 기법』(아시아문화, 2021)
『동아시아 음악 탐구』(2022 eBook)
『신악회 50년사』(2022 eBook)
『아시아 음악의 어제와 오늘』(2022 eBook)
『아시아 음악의 역사』(2022 eBook)
『한국현대음악사의 뒷 이야기』(2022 eBook)
『한국음악계의 뜨거운 감자』(2022 eBook)
『한국음악과 중국음악』(2022 eBook) )
『창작음악의 태동, 성장 그리고 정착』(아시아문화, 2023 eBook)

## 주요 작품 목록
바이올린 독주곡 <바이올린 산조>(서울음악제 위촉, 1984)
해금독주곡 <알타이 춤곡>(신악회 위촉, 1991)
거문고 협주곡 <왕산악>(국립국악관현악단 위촉, 1996)
실내악 <타골의 노래>(신악회 위촉, 1998)
실내악 <여름풍경>(KBS 위촉, 1998)
거문고 합주곡 <가야의 노래>(국립국악원 위촉, 1999)
국악관현악 <고구려 송가>(KBS국악관현악단 위촉, 2000)
국악관현악곡 <바이칼 환상곡>(서울시립국악관현악단 위촉, 2008)
국악관현악곡 <반구대 환상곡>(국립국악관현악단 위촉, 2009).
성악과 국악관현악<두 편의 가을노래>(서울시립국악관현악단 위촉, 2010)
거문고 판타지(전인평 작품 음반발행, 거문고: 전진아, 2010)
거문고 협주곡 <여섯줄 판타지>(KBS국악관현악단 위촉, 2011)
음악극 <선비와 호랑이> (서울시립국악관현악단, 2014)
관현악곡 <페르시아 공주와 신라 왕자의 사랑이야기 쿠쉬나메> (서울대학교 정기연주회 위촉, 2016)
실내악 <인간은 무엇으로 사는가?>(한국음악협회 대한민국창작페스티발, 2016)
실내악 <희망이란 무엇인가?>(신악회 위촉, 2017)

실내악 <인간은 어디서 와서 어디서 가는가?>(소정탄금악회 창단 공연, 2019)